# 观澜停车场
观澜停车场是中國深圳地铁4号线三期工程（北延段）的地铁列车停车场。停车场位于深圳市龙华区观光路北侧的长坑水库、石马径水库和观澜湖大地生态艺术园的南面，占地面积14.5万平方米，能容纳24辆地铁列车同时停放和保养，是深圳目前最大的地铁列车停车场之一。
该停车场体量大，钻孔灌注桩2215根，桩基承台927个，立柱1094根。该项目涵盖了桩基工程、土建工程、机电安装、装饰装修、市政道路等27个专业。项目靠近长坑水库、石马径水库、观澜高尔夫等水源、林地。為提升綠化率，建築屋頂绿化9.83万平米，场前区绿化0.6万平米，边坡绿化2.09万平米，累计达12.52万平米。

## 设施
该停车场共设运用库、综合楼、司机待班楼、不落轮璇库、停车库、调机库、洗车库、污水处理站、牵引变电所、门卫等10个建筑单体。

## 工程
2017年10月16日，深圳地铁4号线三期工程首台盾构在观澜停车场出入线顺利始发。 2019年建设高峰期时，整个项目的施工人数超过3000人，次年突如其来的疫情给建设方如期交付项目带来巨大压力，2020年2月底，项目开始复工复产，为抢抓进度，项目部分别包车至四川、贵州、湖南等地分批次接回工人，并加强现场施工人员防疫管控，保障项目顺利推进。 2020年7月7日，观澜停车场经过深圳市住房和建设局市消防验收处的严格检查，成为地铁4号线三期工程首批通过消防工程验收的项目。 同月10日，该停车场竣工并正式移交运营方，将与龙华车辆段一同承担起地铁4号线列车的停放、保养、维修等功能，作为深圳市轨道交通4号线三期工程的关键工程。 同年10月28日12时，举行了深圳地铁4号线三期工程的三权移交仪式和通车仪式。